# مهین معاون‌زاده
مهین معاون‌زاده (زاده ۱۳۰۸ خورشیدی در تهران) بازیگر سینما، تئاتر و دوبلور اهل ایران است.

## زندگی هنری
- فعالیت در تئاتر از: ۱۳۳۱ با نمایش «شاهزاده پوراندخت»
- فعالیت در دوبلاژ از: ۱۳۳۵
- فعالیت در سینما از: ۱۳۳۳ با دختری از شیراز

## فیلم‌شناسی
- قانون زندگی (۱۳۴۳)
- آینه تاکسی (۱۳۳۹)
- پول حلال (۱۳۳۹)
- بازگشت به زندگی (۱۳۳۶)
- هفده روز به اعدام (۱۳۳۵)
- دختری از شیراز (۱۳۳۳)